# Vuelta a Colombia 1990
La 40.ª edición de la Vuelta a Colombia (patrocinada como: Vuelta a Colombia Colmena) tuvo lugar entre el 31 de marzo y el 12 de abril de 1990. El cundinamarqués Gustavo Wilches del equipo Manzana Postobón se coronó campeón con un tiempo de 44 h, 10 min y 59 s .

## Equipos participantes
| Equipo                          | Categoría   |
| ------------------------------- | ----------- |
| Cafam                           | Aficionado  |
| Café de Colombia Profesional    | Profesional |
| Café de Colombia Aficionado     | Aficionado  |
| Canopus Cadafe (Venezuela)      | Aficionado  |
| Castalia                        | Aficionado  |
| Champú Taty Ecuador             | Aficionado  |
| Kelme Aficionado                | Aficionado  |
| Kelme Profesional               | Profesional |
| Lotería del Táchira (Venezuela) | Aficionado  |
| Manzana Postobón                | Profesional |
| Pinturas Philaac                | Aficionado  |
| Pony Malta-Avianca Aficionado   | Aficionado  |
| Pony Malta-Avianca Profesional  | Profesional |
| Unión Soviética-Arauca          | Aficionado  |

## Etapas
| Etapa      | Fecha       | Recorrido                      | Distancia (km) | Ganador                | Líder               |
| ---------- | ----------- | ------------------------------ | -------------- | ---------------------- | ------------------- |
| Prólogo    | 31 de marzo | Ciudad de Arauca               | 7,5 (CRI)      | Julio César Ortegón    | Julio César Ortegón |
| 1.ª etapa  | 1 de abril  | Arauca - Guasdualito           | 33,5 (CRE)     | Unión Soviética-Arauca | Remigius Lupeikis   |
| 2.ª etapa  | 1 de abril  | Circuito Guasdualito - Arauca  | 126,6          | Néstor Oswaldo Mora    | Remigius Lupeikis   |
| 3.ª etapa  | 2 de abril  | El Cantón - San Cristóbal      | 137,4          | Ángel Yesid Camargo    | William Palacio     |
| 4.ª etapa  | 3 de abril  | San Cristóbal - Cúcuta         | 147            | Remigius Lupeikis      | William Palacio     |
| 5.ª etapa  | 4 de abril  | Bucaramanga - El Socorro       | 139            | José Jaime González    | Reynel Montoya      |
| 6.ª etapa  | 5 de abril  | El Socorro - Tunja             | 167,6          | José Vicente Díaz      | Reynel Montoya      |
| 7.ª etapa  | 6 de abril  | Tunja - La Mesa                | 200            | Hernán Buenahora       | Reynel Montoya      |
| 8.ª etapa  | 7 de abril  | Ibagué - Cartago               | 161,3          | Pacho Rodríguez        | Reynel Montoya      |
| 9.ª etapa  | 8 de abril  | Anserma - Medellín             | 189            | Fabio León Jaramillo   | Reynel Montoya      |
| 10.ª etapa | 9 de abril  | Medellín - Alto de Santa Elena | 14,6 (CRI)     | Pablo Emilio Wilches   | Gustavo Wilches     |
| 11.ª etapa | 10 de abril | Rionegro - La Dorada           | 204,5          | Rubén Darío Beltrán    | Gustavo Wilches     |
| 12.ª etapa | 11 de abril | Honda - Bogotá                 | 154,5          | José Vicente Díaz      | Gustavo Wilches     |
| 13.ª etapa | 12 de abril | Calles de Bogotá               | 37,8 (CRI)     | Pacho Rodríguez        | Gustavo Wilches     |

## Clasificaciones finales

### Clasificación general
Los diez primeros en la clasificación general final fueron:
| Clasificación general |                        |                                |                  |
| Ciclista              | Ciclista               | Equipo                         | Tiempo           |
| --------------------- | ---------------------- | ------------------------------ | ---------------- |
| 1.º                   | Gustavo Wilches        | Manzana Postobón               | 44 h 10 min 59 s |
| 2.º                   | Héctor Julio Patarroyo | Manzana Postobón               | + 37 s           |
| 3.º                   | Pacho Rodríguez        | Pony Malta-Avianca Profesional | + 1 min 04 s     |
| 4.º                   | Pablo Emilio Wilches   | Pony Malta-Avianca Profesional | + 1 min 40 s     |
| 5.º                   | Álvaro Sierra Peña     | Café de Colombia Profesional   | + 2 min 40 s     |
| 6.º                   | Hernán Buenahora       | Café de Colombia Profesional   | + 2 min 55 s     |
| 7.º                   | José Martín Farfán     | Kelme Profesional              | + 6 min 07 s     |
| 8.º                   | William Palacio        | Manzana Postobón               | + 6 min 08 s     |
| 9.º                   | Henry Cárdenas         | Café de Colombia Profesional   | + 8 min 50 s     |
| 10.º                  | Carlos Mario Jaramillo | Manzana Postobón               | + 14 min 53 s    |

### Clasificación de la montaña
| Clasificación de la montaña |                      |                                |        |
| Ciclista                    | Ciclista             | Equipo                         | Puntos |
| --------------------------- | -------------------- | ------------------------------ | ------ |
| 1.º                         | Pablo Emilio Wilches | Pony Malta-Avianca Profesional | 120    |
| 2.º                         | Álvaro Sierra Peña   | Café de Colombia Profesional   | 88     |
| 3.º                         | Hernán Buenahora     | Café de Colombia Profesional   | 60     |

### Clasificación de las metas volantes
| Clasificación de las metas volantes |                          |                               |        |
| Ciclista                            | Ciclista                 | Equipo                        | Puntos |
| ----------------------------------- | ------------------------ | ----------------------------- | ------ |
| 1.º                                 | Marco Aurelio Wilches    | Pinturas Philaac              | 40     |
| 2.º                                 | Aidas Klimavitchious     | Unión Siovietica-Arauca       | 40     |
| 3.º                                 | Orlando Castillo Cabrera | Pony Malta-Avianca Aficionado | 26     |

### Clasificación de la combinada
| Clasificación de la combinada |                      |                                |        |
| Ciclista                      | Ciclista             | Equipo                         | Puntos |
| ----------------------------- | -------------------- | ------------------------------ | ------ |
| 1.º                           | Hernán Buenahora     | Café de Colombia Profesional   | 17     |
| 2.º                           | Pablo Emilio Wilches | Pony Malta-Avianca Profesional | 30     |
| 3.º                           | Gustavo Wilches      | Manzana Postobón               | 37     |

### Clasificación de la regularidad
| Clasificación de la regularidad |                 |                                |        |
| Ciclista                        | Ciclista        | Equipo                         | Puntos |
| ------------------------------- | --------------- | ------------------------------ | ------ |
| 1.º                             | Pacho Rodríguez | Pony Malta-Avianca Profesional | 145    |
| 2.º                             | Henry Cárdenas  | Café de Colombia Profesional   | 138    |
| 3.º                             | William Palacio | Manzana Postobón               | 86     |

### Clasificación de los novatos
| Clasificación de los novatos |               |                             |        |
| Ciclista                     | Ciclista      | Equipo                      | Tiempo |
| ---------------------------- | ------------- | --------------------------- | ------ |
| 1.º                          | Luis Espinosa | Café de Colombia Aficionado | ND     |

### Clasificación por equipos
| Clasificación por equipos |                                |                   |
| Equipo                    | Equipo                         | Tiempo            |
| ------------------------- | ------------------------------ | ----------------- |
| 1.º                       | Manzana Postobón               | 132 h 45 min 00 s |
| 2.º                       | Pony Malta-Avianca Profesional | + 5 min 41 s      |
| 3.º                       | Café de Colombia Profesional   | + 9 min 18 s      |